# Paul Angoulvent
Paul Angoulvent (Le Mans, 21 aprile 1899 – Auxerre, 27 luglio 1976) è stato un editore francese.
È stato un curatore museale e redattore francese, formatosi presso l'HEC Paris. Dal 1934 trasformò e diresse le Presses universitaires de France.

## Biografia
Paul-Joseph Angoulvent fu curatore della Chalcographie du Louvre negli anni Venti e Trenta. Con Albert Morancé, redattore artistico e direttore della Réunion des Musées Nationaux, ha pubblicato numerosi cataloghi e monografie sul patrimonio del Louvre.
Nel 1934, dopo il fallimento del principale azionista editoriale, fondò Quadriga, una fusione tra Presses universitaires de France e le tre case editrici Félix Alcan (associato al nipote di quest'ultimo, René Lisboa), Leroux (redattore storico) e Rieder (letteratura generale). La fusione soddisfa le esigenze della crescente popolazione studentesca.
Nel 1941, durante l'occupazione tedesca, Angoulvent lanciò una serie di libri in rapida crescita, la più nota delle quali è la collezione What Do I Know?. Si concentrò su numerose innovazioni che garantirono al PUF un successo immediato e duraturo. Un elemento chiave della strategia di Angoulvent era quello di promuovere libri di qualità per un vasto pubblico, partendo dal basso e con bassi profitti.
Nel 1944, dopo la Liberazione, Angoulvent fu condannato per aver rovesciato Pierre-Marcel Lévi, il direttore ebreo della sua casa editrice. Angoulvent, che era a capo del Comitato del libro durante l'occupazione, fu condannato a pagare a Lévi (1) 242.406 franchi in un'unica soluzione, (2) un importo pari all'importo totale della sua retribuzione per i due anni precedenti il 30 ottobre 1940, più gli interessi su tale somma; e (3) 250.000 franchi di danni.
Dopo il 1945, Angoulvent mantenne il nuovo equilibrio editoriale instaurato sotto l'occupazione, ma questa volta nella difesa della cultura francese e con un bilancio economico positivo, nonostante l'opposizione degli accademici tradizionalisti, come Louis Bréhier. Oltre alla diversificazione editoriale, si è puntato sulle esportazioni, modernizzando la produzione e rendendo la distribuzione più redditizia.
Ammiratore del modello americano, Angoulvent pubblicò nel 1960 il manifesto L'Édition au pied du mur : Ouvrage manifeste, in cui mise in luce la situazione dell'editoria scientifica francese e mise in luce l'anarchia dei rapporti tra settore pubblico e privato.
Angoulvent rimase presidente della PUF fino al 1968 e presidente del consiglio di sorveglianza fino al 1974. Suo figlio Pierre Angoulvent fu presidente del consiglio dal 1968 al 1994.